# Долганова (Иркутская область)
Долганова — деревня в Усть-Удинском районе Иркутской области.

## География
Деревня находится в 70 км от центра района.

## Население
По данным Всероссийской переписи населения 2010 года население НП составило 98 человек.

## Власть
Деревня в административном плане относится к Малышевскому муниципальному образованию Усть-Удинского района
Иркутской области.